# Przemysław Pawłowski
Przemysław Pawłowski (ur. 9 września 1978 w Łodzi) – polski motocyklista rajdowy. Przygodę z rajdami rozpoczął w 2009. Jego największym osiągnięciem było zdobycie II miejsca w Rajdzie Albanii 2016.

## Osiągnięcia i historia startów
- 2016 - II miejsce Rally Albania[1]
- 2015 - udział w Mistrzostwach Świata - Sardegna Rally Race[2]